# (229762) Гкъкунлъʼхомдима
(229762) Гкъкунлъʼхомдима (жуцъ. Gǃkúnǁʼhòmdímà) — крупный объект рассеянного диска.

## Открытие
Объект 2007 UK126 был открыт 19 октября 2007 года Меган Швамб, Майклом Брауном и Дэвидом Рабиновицем в Паломарской обсерватории. На момент открытия видимая величина составляла 20,8m. Оценка размеров позволяет причислить его к кандидатам в карликовые планеты.

## Характеристики
При открытии размеры Гкъкунлъʼхомдима в зависимости от альбедо оценивались в 530—1190 км. По данным телескопа Гершель диаметр 2007 UK126 составляет 599 ± 77 км. По данным М. Брауна при альбедо равным 17 % и магнитуде 3,7 диаметр объекта составит 612 км.
После того, как несколько астрономов 15 ноября 2014 года наблюдали покрытие звезды объектом (229762) Гкъкунлъʼхомдима, было определено, что его радиус составляет 324+30
−23 км, геометрическое альбедо — от 0,159 до 0,189. Плотность объекта оценена в 1,74 г/см³. Масса объекта равна (1,361 ± 0,033)⋅1020 кг, то есть примерно 14 % массы Цереры.

## Название
После открытия объект получил временное обозначение 2007 UK126.
31 декабря 2009 года объект был включён в каталог ЦМП под номером 229762.
6 апреля 2019 года объекту было присвоено название Гкъкунлъ'хомдима (жуцъ. Gǃkúnǁʼhòmdímà: [ᶢᵏǃ͡χʼṹ ᵑ̊ǁʰòmdí mà]) — в честь прекрасной девушки-трубкозуба из мифологии народности жуцъоан. Имя объекта содержит постальвеолярный щёлкающий согласный ǃ и боковой щёлкающий согласный ǁ, которые в кириллической записи передаются сочетаниями къ и лъ.

## Спутник
В 2011 году появилось сообщение о наличии у 2007 UK126 спутника диаметром около 139 км, обращающегося на расстоянии 3600 км от основного тела.
6 апреля 2019 года, одновременно с наименованием основного тела, спутник 2007 UK126 (229762) I также получил имя. Он был назван Гкъоʼэ Къху (жуцъ. Gǃòʼé ǃHú: [ᶢǃòˀé ǃʰú]) — в честь волшебного рога орикса, который Гкъкунлъ'хомдима использует для борьбы со злом.